# Kempfenbrunn

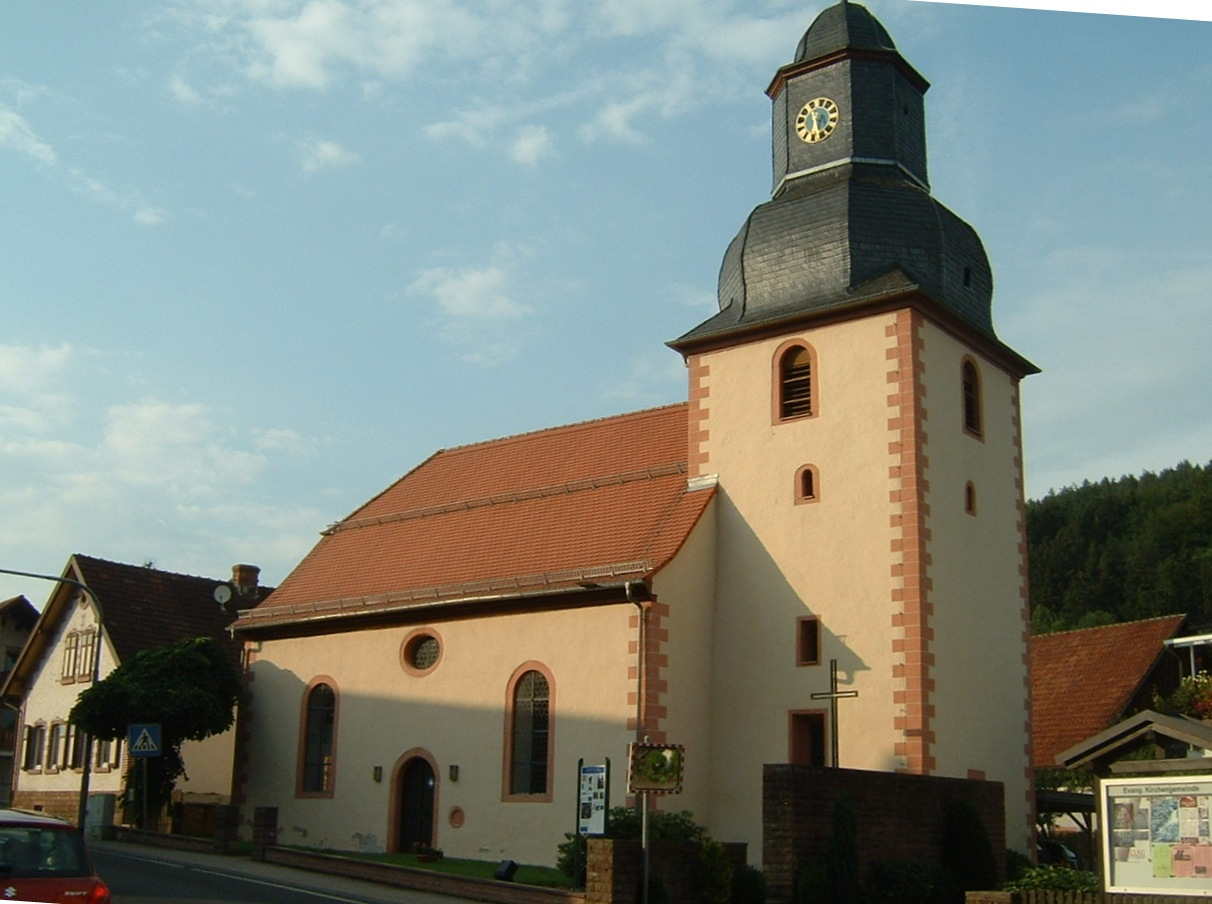
Evangelische Kirche Kempfenbrunn

Kempfenbrunn ist, neben Flörsbach, Lohrhaupten und Mosborn, ein Ortsteil der Gemeinde Flörsbachtal im osthessischen Main-Kinzig-Kreis.

## Geografie

### Geografische Lage
Das Straßendorf liegt von Wald umgeben im Spessart etwa 2,5 km von der Grenze zu Bayern auf einer Höhe von 307 m über NN, 14,5 km südöstlich von Bad Orb entfernt. Die Entfernung zu den Nachbarorten Flörsbach im Nordwesten, Mosborn im Westen und Lohrhaupten im Nordosten beträgt jeweils etwa 3 km Luftlinie. Durch den Ort verlaufen die Bundesstraße 276, der Flörsbach und der Fränkische Marienweg.

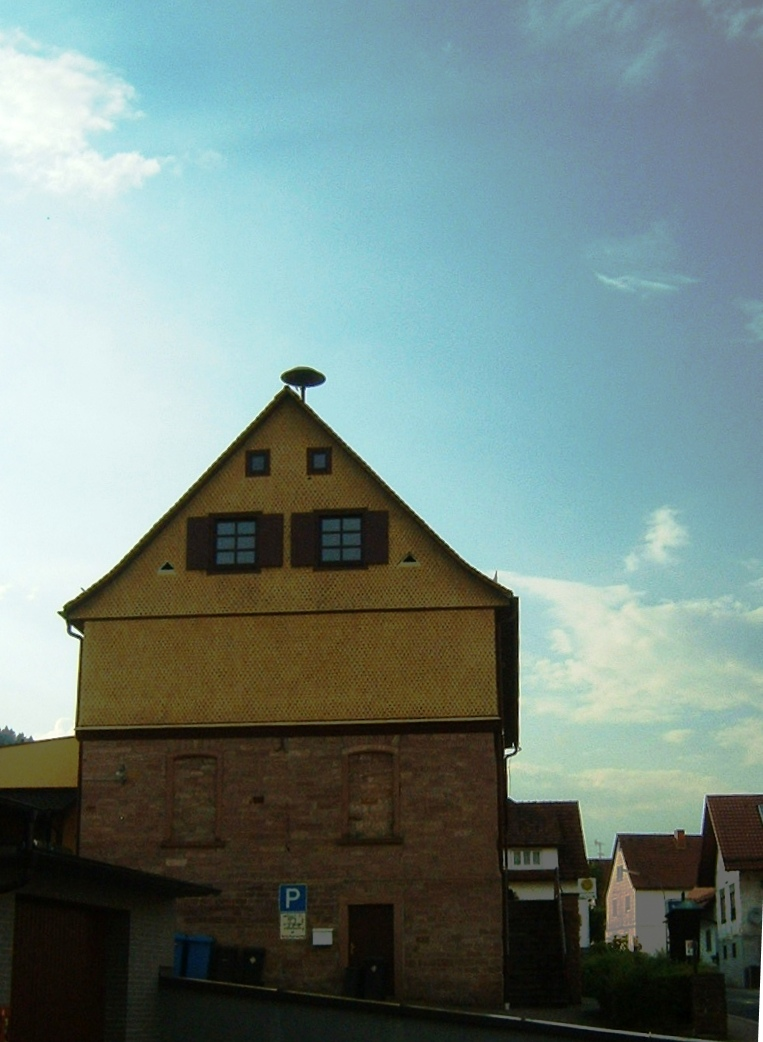
Gemeindehaus

### Nachbargemeinden
Kempfenbrunn grenzt im Nordosten an den Ortsteil Lohrhaupten, im Südosten an Ruppertshütten einen Stadtteil von Lohr am Main, im Süden an den Markt Frammersbach und den Frammersbacher Forst (gemeindefreies Gebiet), im Südwesten an Habichsthal einen Ortsteil von Markt Frammersbach, im Westen an den Ortsteil Mosborn, sowie im Nordwesten an den Ortsteil Flörsbach.
| Ortsteil Flörsbach                          |                                                                         | Ortsteil Lohrhaupten                      |
| Ortsteil Mosborn                            | Kompassrose, die auf Nachbargemeinden zeigt                             |                                           |
| Habichsthal Ortsteil von Markt Frammersbach | Markt Frammersbach und den Frammersbacher Forst (gemeindefreies Gebiet) | Ruppertshütten Stadtteil von Lohr am Main |

## Geschichte

### Historische Namensformen
In erhaltenen Urkunden wurde Kempfenbrunn unter den folgenden Namen erwähnt (in Klammern das Jahr der Erwähnung):
- Kempfenborn (1324) Kopialbuch
- Kempinborn (1339)
- Kempinbronnen (1374)

### Mittelalter
Das Dorf gehörte den Grafen von Rieneck. Wohl durch die Heirat von Ulrich I. von Hanau (* 1255/60; † 1305/06) mit Gräfin Elisabeth von Rieneck (ca. * 1260; † um 1300) um 1280 kam es als Mitgift in den Besitz der Herren von Hanau. Diese verpfändeten es 1324 an das Kloster Schlüchtern, wobei die älteste erhaltene Erwähnung des Ortes als Kempfenborn entstand. Es war folgend Bestandteil der Herrschaft und ab 1429 der Grafschaft Hanau, ab 1458 der Grafschaft Hanau-Münzenberg. In der Herrschaft Hanau gehörte es zunächst zum Amt Schwarzenfels, später zum Amt Lohrhaupten. Münzfunde belegen Kempfenbrunn als Durchgangsort eines alten Handelsweges. Das Dorf besaß schon seit mindestens dem 13. Jahrhundert eine eigene Kirche.

### Neuzeit
Mitte des 16. Jahrhunderts wurde die Reformation eingeführt, zunächst nach lutherischem Bekenntnis. 1597 führte Graf Philipp Ludwig II. von Hanau-Münzenberg eine „zweite Reformation“ in seinem Herrschaftsgebiet durch: Die Grafschaft wurde nun reformiert.
Vom 30-jährigen Krieg, insbesondere in den Jahren nach 1632, war Kempfenbrunn stark betroffen. Hier waren am Kriegsende von ehemals 38 Wohnbehausungen 24 zerstört. „Die Bewohner dieser zerstörten Häuser waren zum größten Teil entweder durch direkte Kriegseinwirkung oder deren Folge wie Hunger und Krankheit ums Leben gekommen“.
Kempfenbrunn und Lohrhaupten bildeten bis 1701 eine gemeinsame Pfarrei, die der „Klasse“ (Dekanat) Schlüchtern zugeordnet war. Anschließend war die Kirchengemeinde bis 1801 selbständig. Von 1801 bis 1834 war sie erneut eine Außenstelle der Kirchengemeinde Lohrhaupten, dann wieder eine eigene Pfarrei in der „Klasse“ Meerholz. Als Filialen eingepfarrt waren die Dörfer Mosborn und Flörsbach.
Es bestanden zahlreiche Mühlen im Dorf (Obermühle, Mittelmühle und Untermühle), die von einem vom Flörsbach abgeleiteten Betriebsgraben versorgt wurden.
Nach dem Tod des letzten Hanauer Grafen, Johann Reinhard III., fielen Dorf und Amt 1736 – zusammen mit der ganzen Grafschaft Hanau-Münzenberg – an die Landgrafschaft Hessen-Kassel, aus der 1803 das Kurfürstentum Hessen wurde. Hier wurde das Amt Lohrhaupten mit der Verwaltungsreform des Kurfürstentums Hessen von 1821 aufgelöst, Kempfenbrunn kam zu dem neu gebildeten Landkreis Gelnhausen. 1866 wurde das Kurfürstentum nach dem Deutsch-Österreichischen Krieg von Preußen annektiert und Kempfenbrunn kam nach dem Zweiten Weltkrieg zum Land Hessen.

### Gebietsreform
Im Zuge der Gebietsreform in Hessen bildete Kempfenbrunn zusammen mit den Gemeinde Flörsbach und Mosborn am 1. April 1972 die neue Gemeinde Flörsbachtal. Der Landkreis Gelnhausen ging 1974 im neu gebildeten Main-Kinzig-Kreis auf. Ortsbezirke wurden nicht gebildet.

## Bevölkerung

### Einwohnerentwicklung
Quelle: Historisches Ortslexikon
| • 1632: | 38 Dienstpflichtige               |
| • 1753: | 50 Haushaltungen mit 263 Personen |

| Kemfenbrunn: Einwohnerzahlen von 1753 bis 2021 | Kemfenbrunn: Einwohnerzahlen von 1753 bis 2021 | Kemfenbrunn: Einwohnerzahlen von 1753 bis 2021 | Kemfenbrunn: Einwohnerzahlen von 1753 bis 2021 | Kemfenbrunn: Einwohnerzahlen von 1753 bis 2021 |
| --- | ---------------------------------------------- | ---------------------------------------------- | ---------------------------------------------- | ---------------------------------------------- |
| Jahr |                                                |                                                |                                                | Einwohner                                      |
| 1753 | 1753                                           |                                                | 263                                            | 263                                            |
| 1834 | 1834                                           |                                                | 486                                            | 486                                            |
| 1840 | 1840                                           |                                                | 529                                            | 529                                            |
| 1846 | 1846                                           |                                                | 508                                            | 508                                            |
| 1852 | 1852                                           |                                                | 504                                            | 504                                            |
| 1858 | 1858                                           |                                                | 515                                            | 515                                            |
| 1864 | 1864                                           |                                                | 571                                            | 571                                            |
| 1871 | 1871                                           |                                                | 544                                            | 544                                            |
| 1875 | 1875                                           |                                                | 526                                            | 526                                            |
| 1885 | 1885                                           |                                                | 493                                            | 493                                            |
| 1895 | 1895                                           |                                                | 500                                            | 500                                            |
| 1905 | 1905                                           |                                                | 531                                            | 531                                            |
| 1910 | 1910                                           |                                                | 501                                            | 501                                            |
| 1925 | 1925                                           |                                                | 485                                            | 485                                            |
| 1939 | 1939                                           |                                                | 542                                            | 542                                            |
| 1946 | 1946                                           |                                                | 695                                            | 695                                            |
| 1950 | 1950                                           |                                                | 694                                            | 694                                            |
| 1956 | 1956                                           |                                                | 587                                            | 587                                            |
| 1961 | 1961                                           |                                                | 535                                            | 535                                            |
| 1967 | 1967                                           |                                                | 563                                            | 563                                            |
| 1970 | 1970                                           |                                                | 588                                            | 588                                            |
| 2008 | 2008                                           |                                                | 657                                            | 657                                            |
| 2013 | 2013                                           |                                                | 629                                            | 629                                            |
| 2017 | 2017                                           |                                                | 657                                            | 657                                            |
| 2021 | 2021                                           |                                                | 622                                            | 622                                            |
| Datenquelle: Historisches Gemeindeverzeichnis für Hessen: Die Bevölkerung der Gemeinden 1834 bis 1967. Wiesbaden: Hessisches Statistisches Landesamt, 1968. Weitere Quellen: ; Gemeinde Flörsbachtal |                                                |                                                |                                                |                                                |

### Religionszugehörigkeit
Quelle: Historisches Ortslexikon
| • 1885: | 487 evangelische (= 98,78 %), 6 katholische (= 1,22 %) Einwohner   |
| • 1961: | 450 evangelische (= 84,11 %), 76 katholische (= 14,21 %) Einwohner |

## Infrastruktur

### Verkehrsanbindung
Durch den Ort verläuft die Bundesstraße 276. Sie verbindet die Gemeinde im Süden mit Würzburg und im Norden mit den Gemeinden des Kinzigtales.

### Öffentliche Verkehrsmittel
Flörsbach und die Gemeinden von Flörsbachtal sind durch die RMV-Buslinien MKK 64 und MKK 80 an das Netz des öffentlichen Personennahverkehrs im Kinzigtal sowie den Bahnhof Gelnhausen angebunden. Darüber hinaus steht in Zeiten außerhalb der angebotenen Busverbindungen ein Anruf-Sammel-Taxi (AST) der Linie MKK 80A zur Verfügung.

## Sehenswürdigkeiten und Kultur
- Die evangelische Kirchengemeinde gehört zum Kirchenkreis Gelnhausen der Evangelischen Kirche von Kurhessen-Waldeck. Die Kirche St. Marien steht in der Ortsmitte, daneben stehen das Pfarrhaus und das Gemeindehaus. Im Kircheninneren befinden sich spätgotische Wandmalereien und ein geschnitztes Marienbildnis.

## Persönlichkeiten

### Söhne und Töchter der Gemeinde
- Pitt Moog (1932–2017), deutscher Maler, geboren in Kempfenbrunn